# Упанишады
Упаниша́ды (санскр. उपनिषद्, IAST: Upaniṣad) — древнеиндийские трактаты религиозно-философского характера. Являются дополнением Вед и относятся к священным писаниям индуизма категории шрути. В них в основном обсуждается философия, медитация и природа Бога. Считается, что в Упанишадах изложена основная суть Вед, поэтому их также называют «веданта» (конец, завершение Вед), и они являются основой ведантического индуизма. В Упанишадах главным образом описывается безличный Брахман.

## Этимология
«Упанишада» (санскр. उपनिषद् IAST: upaniṣad) — отглагольное существительное от упанишад — буквально «сидеть около». Упа- (около), ни- (внизу) и шад (сидеть) — «сидение ученика подле учителя». Существует много различных толкований этого термина. Согласно некоторым из них, упанишад означает «сидеть у стоп кого-то, внимая его словам и таким образом получая тайное знание». Макс Мюллер даёт значение термина как «искусство сидеть около гуру и смиренно внимать ему». Но, согласно Шанкаре, слово «упанишад» образовано путём прибавления суффикса квип и префиксов упа и ни к корню шад и означает: «то что разрушает невежество». Согласно традиционному толкованию, «упанишад» означает «удаление невежества посредством знания о верховном духе». Другие значения: «эзотерическая доктрина» или «секретная доктрина».

## Датировка
Упанишады трудно отнести к какому-либо определённому периоду санскритской литературы. Старейшие из Упанишад, такие как «Брихадараньяка-упанишаду» и «Чхандогья-упанишаду», учёные относят к периоду VIII века до н. э., тогда как большинство остальных, по мнению учёных, возникли в период с VII по III век до н. э., а некоторые появились только в период средневековья.

## В каноне индуизма
Четыре Веды являются сборником мантр и гимнов, воспевающих различных дэвов ведийской религии и уже содержащих в себе основы монотеизма.
Появившиеся позднее Брахманы представляют собой сборник обрядовых инструкций, в которых обстоятельно описаны различные жреческие функции.
Араньяки и Упанишады относятся к веданте. Араньяки детально описывают различные медитативные и йогические практики, тогда как в Упанишадах получают своё дальнейшее развитие религиозные и философские концепции, изложенные в Ведах. Центральной темой Упанишад является познание человеком самого себя и окружающего мира. Характерное для Брахман толкование жреческого ритуала оказываются в них на втором плане. Упанишады оказали огромное влияние на развитие индийской философии. Шанкара в VIII веке написал свои комментарии к одиннадцати Упанишадам. Эти Упанишады называют «Мукхья Упанишадами", и их принято считать самыми древними, составленными в основном в ведийский период.
В «Муктика-упанишаде» есть список из 108 Упанишад, которые принято относить к канону муктика. Существуют упоминания о том, что число Упанишад, впервые переведённых на персидский язык в середине XVII века мусульманским мистиком и принцем Дара Шукохом, составляло 50. Некоторые исследователи упоминают общее число Упанишад как превышающее 108 — например, Макс Мюллер в 1879 году знал о существовании 170, а другие насчитали более 200 или даже 300.
Среди индийских рукописей, хранящихся в Рукописном фонде Санкт-Петербургского филиала Института востоковедения РАН, есть произведения, содержащие сведения, которые, согласно индийской традиции, считались тайными. Среди них есть сочинение «Гаруда-упанишада», содержащее заклинания змей (№ 158), а также некоторые упанишады «Атхарваведы».
Упанишады традиционно делятся на три группы: «ведические», «арийские» и «общинные». Первую группу составляют: «Иша», «Кена», «Катха», «Тайттирия», «Айтарея», «Каушатика», «Чхандогья», «Брихадараньяка». Вторую группу «Прашна», «Мундака», «Мандакья», «Шветашватара», «Майтри». Третью: «Джабала», «Рама-тапини», «Нрисинха-тапини» и др. Первые две группы упанишад считаются ведантическими.

## Содержание
В Упанишадах содержатся основы философии индуизма — концепция вселенского духа Брахмана, индивидуальной души атмана или дживы, Сверхдуши Параматмы и Верховного Бога в Его личностной форме Бхагавана или Ишвары. Брахман описывается как изначальный, трансцендентный и вездесущий, абсолютный вечный и бесконечный, совокупность всего что когда-либо было, есть или будет. О природе Ишвары и атмана, например, в «Иша-упанишаде» говорится следующее:
Тот, кто видит всё связанным с Верховным Господом, кто смотрит на все существа как на Его неотъемлемые частицы и ощущает присутствие Верховного Господа во всём сущем, никогда не питает ненависти к кому-либо или чему-либо.
Тот, кто всегда смотрит на живые существа как на духовные искры, качественно равные Господу, понимает истинную природу вещей. Что может ввести в заблуждение или потревожить такого человека?
Такой человек должен постичь истинную природу величайшего из всех, Верховного Господа, бестелесного, всеведающего, безупречного, не имеющего вен, чистого и неосквернённого, самодостаточного философа, того, кто с незапамятных времён исполняет желания каждого.
Мудрецы в Упанишадах занимались познанием реальности, трансцендентной к материальному бытию, а также изучением различных состояний сознания.
Кто есть Знающий?
Что заставляет мой ум думать?
Есть ли у жизни какая-то цель или она управляется просто случайностью?
Откуда появился космос?

### Философия
В Упанишадах излагаются различные трансцендентные философские темы, подробно описываются концепции Брахмана и индивидуальной души (атмана). Различные философские школы в индуизме дают свои толкования Упанишад. На протяжении истории, эти интерпретации философии Упанишад положили начало трём основным школам веданты. По мнению А. Я. Сыркина и иных исследователей, в Упанишадах главным образом отображены «идеалистические» и «натурфилософские, наивно-материалистические» воззрения.

#### Адвайта-веданта
Шанкара трактует Упанишады с точки зрения философии адвайты. В адвайте основную суть Упанишад обобщают в одной фразе «тат-твам-аси» (санскр. तत् त्वं असि «То Ты Еси»). Последователи адвайты полагают, что в конечном счёте, изначальный, непостижимый и не имеющий формы Брахман един с индивидуальной душой атманом и конечной целью духовной практики является осознание этого единства и прекращение материального существования через слияние атмана с Брахманом. Ряд индологов считает именно адвайта-веданту Шанкары естественной, логичной и наиболее точной трактовкой Упанишад.

#### Двайта-веданта
В появившихся позднее комментариях философской школы двайта даётся совершенно другая интерпретация. Основанная Мадхвой двайта-веданта утверждает, что изначальная сущность и источник Брахмана — это личностный бог Вишну или Кришна (который объявляет в «Бхагавад-гите» брахмано хи пратиштхахам, «Я — основа безличного Брахмана»).

#### Вишишта-адвайта
Основанная Рамануджей вишишта-адвайта является другой влиятельной школой веданты, которая разделяет в себе многие общие философские аспекты других двух школ.

#### Слог «Ом»
В Упанишадах также содержится первое и наиболее полное объяснение слога «Ом» как трансцендентного, космического звука, который является основой всего бытия. В Упанишадах также впервые упоминается мантра «Ом шанти шанти шанти», которая является призывом к спокойствию и вечному миру.
Дара Шукох, последователь суфизма и сын могольского императора Шах-Джахана, перевёл Упанишады на персидский язык с целью найти в них элементы монотеизма, которые помогли бы установить духовную связь между исламом и индуизмом.

## Список Упанишад

### Канон «мукхья»
11 Упанишад принято относить к основному канону «мукхья». Их прокомментировал Шанкара и они принимаются как шрути всеми индуистами.

### Канон согласно ведийским шакхам
Наиболее древние Упанишады принято относить к одной из ведийских шакх или школ. «Айтарея-упанишаду» относят к Шакала-шакхе, «Каушитаки-упанишаду» к Башакала-шакхе; «Чхандогья-упанишаду» к Каутхума-шакхе, «Кена-упанишаду» и «Джайминия-упанишад-брахману» к Джайминия-шакхе; «Катха-упанишаду» к Чарака-катха-шакхе, «Тайттирия-упанишаду» и «Шветашватара-упанишаду» к Таиттирия-шакхе; «Майтраяния-упанишаду» к Майтраяни-шакхе; «Брихад-араньяка-упанишаду» и «Иша-упанишаду» к Ваджасанеи-мадхьяндина-шакхе, а «Мандукья-упанишаду» и «Мундака-упанишаду» к Шаунака-шакхе. Части наиболее древних текстов Брахман и некоторые отрывки из четырёх Вед также иногда относят к Упанишадам.

### Канон «муктика»
108 канонических Упанишад школы адвайта. Согласно «Муктика-упанишаде», 1:30-39 в этом каноне:
- 10 Упанишад относятся к «Ригведе»
- 16 Упанишад относятся к «Самаведе»
- 19 Упанишад относятся к «Шукла Яджурведе»
- 32 Упанишады относятся к «Кришна Яджурведе»
- 31 Упанишада относятся к «Атхарваведе»

#### Вайшнавские упанишады
К вайшнавским упанишадам 14 упанишад, выражающих взгляды различных вишнуитских школ.
1. Нараяна-упанишада (Кришна Яджурведа)
2. Нрисимхатапани-упанишада (Атхарваведа)
3. Трипадвибхутимаханараяна-упанишада (Атхарваведа)
4. Рамарахасья-упанишада (Атхарваведа)
5. Раматапани-упанишада (Атхарваведа)
6. Васудева-упанишада (Самаведа)
7. Авьякта-упанишада (Самаведа)
8. Тарасара-упанишада (Шукла Яджурведа)
9. Гопалатапани-упанишада (Атхарваведа)
10. Кришна-упанишада (Атхарваведа)
11. Хаягрива-упанишада (Атхарваведа)
12. Даттатрея-упанишада (Атхарваведа)
13. Гаруда-упанишада (Атхарваведа)
14. Калисантарана-упанишада (Кришна Яджурведа)

#### Шактийские Упанишады
В основном, канонические шакта Упанишады — это тексты выражающие различия в доктрине между двумя течениями в тантрической форме шактизма Шривидья. Вследствие этого, сохранившиеся списки «аутентичных» шакта-упанишад сильно отличаются друг от друга, отражая предвзятость своих составителей:
Попытки в прошлом составить список шакта-упанишад не привели нас ближе к пониманию их места в тантрической традиции или в ведийской литературе. Что играет ключевую роль для тантриков, так это не авторитетность шрути, которая не оспаривается, но их правильная интерпретация. Те, кто не являются последователями тантризма, ставят под сомнение принадлежность тантрических текстов к Упанишадам, их классификацию как шрути и соответственно их авторитетность как «Веды».
Среди «муктика» Упанишад, только девять относятся к шакта-упанишадам. Ниже приводится их список:
1. Сита-упанишада (Атхарваведа)
2. Аннапурна-упанишада (Атхарваведа)
3. Деви-упанишада (Атхарваведа)
4. Трипуратапани-упанишада (Атхарваведа)
5. Трипура-упанишада (Ригведа)
6. Бхавана-упанишада (Атхарваведа)
7. Саубхагья-упанишада (Ригведа)
8. Сарасвати-рахасья-упанишада (Кришна Яджурведа)
9. Бахврича-упанишада (Ригведа)

#### Шиваитские упанишады
К упанишадам шиваизма относится 14 упанишад, описывающих, в основном, различные шиваитские доктрины. Исключением является Ганапати-упанишада, посвящённая Ганеше.
1. Кайвалья-упанишада (Кришна Яджурведа)
2. Атхарвашира-упанишада (Атхарваведа)
3. Атхарвашикха-упанишада (Атхарваведа)
4. Брихаджджабала-упанишада (Атхарваведа)
5. Калагнирудра-упанишада (Кришна Яджурведа)
6. Дакшинамурти-упанишада (Кришна Яджурведа)
7. Шарабха-упанишада (Атхарваведа)
8. Акшамалика-упанишада [Малика-упанишада] (Ригведа)
9. Рудрахридая-упанишада (Кришна Яджурведа)
10. Бхасма-джабала-упанишада (Атхарваведа)
11. Рудракша-джабала-упанишада (Самаведа)
12. Ганапати-упанишада (Атхарваведа)
13. Панчабрахма-упанишада (Кришна Яджурведа)
14. Джабали-упанишада (Самаведа)

## Мангала-шлоки
Каждой упанишаде всегда предшествует небольшой стих — мангалам (मङ्गल maṅgalam — благоприятный, удачливый) или "мангала-шлока". Этот же стих всегда и завершает текст упанишады. Его цель — настроить того, кто читает текст упанишады, на ту мысль (или мысли), которой посвящена упанишада и успокоить ум читающего. По своему объёму это всегда небольшой молитвенный стих, с обращением — обычно, к Брахману. У каждой из вед существует своя мангала-шлока [у Яджурведы их две: одна — для Кришна Яджурведы, вторая — для Шукла Яджурведы]. Кроме того, в некоторых направлениях индуизма существуют свои, школьные, мангала-шлоки — но, обычно их знание не выходит за пределы школы.
В конце мангалам всегда присутствует фраза «auṃ shaantiH shaantiH shaantiH ..», где слово «shaantiH» можно перевести как «мир», «покой», «умиротворённость». Эта фраза со временем обрела статус Маха-мантры. С начала 70-х годов прошлого века её неоднократно исполняли различные индийские исполнители как в традиционной манере, так и в современной обработке
Мангала из Шукла Яджурведы к настоящему моменту так же обрела большую популярность — этому способствовала её ритмическая и текстовая простота. Она широко применяется в пудже различных шиваитских и шактийских школ; примерно с начала 70-х годов прошлого века её неоднократно исполняли различные исполнители как в традиционной манере, так и в современной обработке
| Веда             | Оригинал | Перевод |
| ---------------- | --- | --- |
| Ригведа          | auṃ vaaN^me manasi pratishhThitaa . mano me vaachi pratishhThitam.h . aaviraaviirma edhi . vedasya maa aaNiisthaH . shrutaM me maa prahaasiiH . anenaadhiitenaahoraatraansandadhaami . R^ita.n vadishhyaami . satya.n vadishhyaami . tanmaamavatu . tadvaktaaramavatu . avatu maamavatu vaktaaram.h . auṃ shaantiH shaantiH shaantiH .. | Ом. Да будет мой ум основан на речи. O Лучезарный, открой мне Себя. Да принесут они оба (ум и речь) ко мне знание Вед. Да не покинет меня всё то, что я усвоил. Я присоединю (то есть уничтожу различие между) день к ночи этими занятиями. Я произнесу то, что словесно истинно; Я произнесу то, что ментально истинно. Да защитит меня То (Брахман); Да защитит То говорящего (то есть учителя), Да защитит То меня; Да защитит То говорящего — да защитит То говорящего. Ом! Покой! Покой! Покой! |
| Кришна Яджурведа | auṃ saha naavavatu . saha nau bhunaktu . saha viirya.n karavaavahai . tejasvi naavadhiitamastu . maa vidvishhaavahai .. auṃ shaantiH shaantiH shaantiH .. | Да защитит Он нас обоих (учителя и обучаемого), вместе, (открыв знание). До защитит Он нас обоих, (одарив плодами знания). Пусть мы вместе достигнем силы. Пусть изучаемое нами будет воодушевляющим. Пусть мы не будем искать недостатки друг в друге. Ом! Покой! Покой! Покой! |
| Шукла Яджурведа  | auṃ puurNamadaH puurNamidaM puurNaat.h puurNamudachyate . puurNasya puurNamaadaaya puurNamevaavashishhyate .. auṃ shaa.ntiH shaa.ntiH shaa.ntiH .. | Ом. То — бесконечность, и это — бесконечность. Бесконечность исходит из бесконечности, Обретая бесконечность бесконечного, она остаётся лишь бесконечностью. Ом! Покой! Покой! Покой! |
| Самаведа         | auṃ aapyaayantu mamaa~Ngaani vaakpraaNashchakshuH shrotramatho balamindriyaaNi cha .. sarvaaNi sarvaM brahmopanishhadaM maahaM .. brahma niraakuryaaM maa maa brahma niraakarodaniraakaraNamastvaniraakaraNaM mestu tadaatmani nirate ya upanishhatsu dharmaaste .. mayi santu te mayi santu .. auṃ shaantiH shaantiH shaantiH ..       | Пусть конечности, речь, жизненная сила, глаза, уши, а также сила и все органы будут хорошо развиты в моём теле. Всё есть Брахман, явленный в Упанишадах. Да не отвергну я Брахман; да Брахман не отвергает меня. Да не будет отклонения (меня Брахманом); да не будет неприятия (Брахмана) мной. Пусть все достоинства (обсуждаемые) в Упанишадах будут во мне, занятом поисками своего «я»; пусть они будут во мне. Ом! Покой! Покой! Покой!                                                        |
| Атхарваведа      | auṃ bhadra.n karNebhiH shR^iNuyaama devaaH . bhadraM pashyemaakshabhiryajatraaH . sthiraira~NgaistushhTuvaamsastanuubhirvyashema devahita.n yadaayuH . svasti na indro vR^iddhashravaaH . svasti naH puushhaa vishvavedaaH . svasti nastaarkshyo arishhTanemiH . svasti no bR^ihaspatirdadhaatu .. auṃ shaantiH shaantiH shaantiH ..    | Ом! Пусть наши уши слушают то, что благоприятно, о боги. Пусть наши глаза видят то, что благоприятно, о достойные поклонения! Пусть мы будем наслаждаться сроком жизни, отведённым богами, Непреклонно восхваляя их с помощью наших тел и конечностей! Пусть славный Индра благословит нас! Пусть всеведущее Солнце благословит нас! Пусть Таркшйа, гроза для злых и порочных, благословит нас! Пусть Брихаспати ниспошлёт нам процветание и удачу! Ом! Покой! Покой! Покой!                         |